# Daniel Lessmann

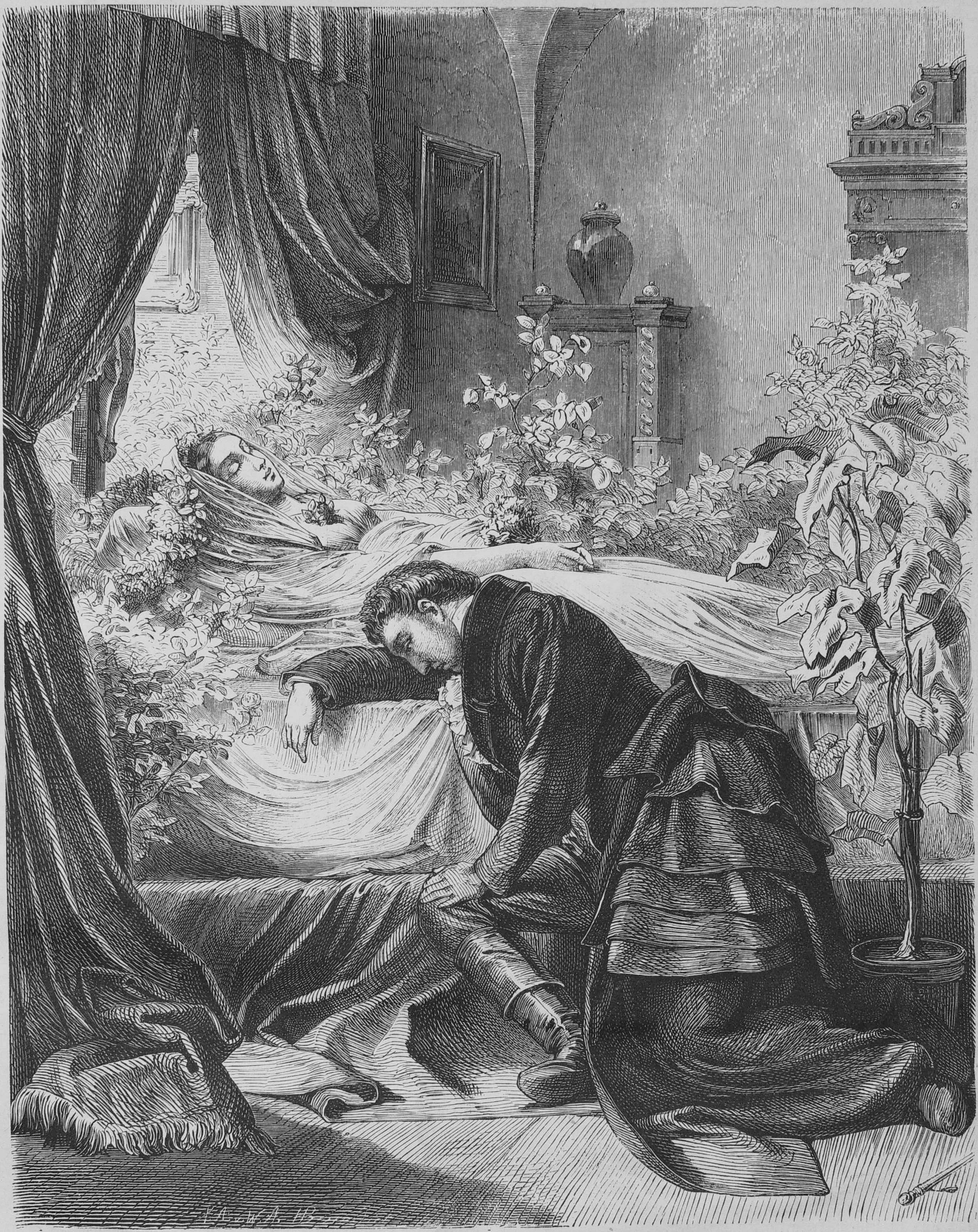
Daniel Lessmann am Sarge seiner Braut

Daniel Lessmann, auch: Leßmann; (* 18. Januar 1794 in Soldin; † 2. September 1831 bei Wittenberg) war ein deutscher Historiker und Dichter.

## Leben
Als Kind jüdischer Eltern geboren, besuchte Lessmann das Joachimsthaler Gymnasium, studierte Medizin in Berlin und nahm 1813 als Freiwilliger an den Befreiungskriegen teil. Bei den Jägern untergekommen, erlitt er in Lützen eine Verwundung, nahm aber nach seiner Genesung an weiteren Kampfhandlungen teil. Nach dem Krieg studierte er weiter, kam als Hofmeister nach Wien, war 1820 in Verona und kehrte 1823 nach Berlin zurück, wo er sich als freischaffender Schriftsteller betätigte.
Er verfasste Artikel in den bedeutendsten Literaturzeitungen der Restaurationszeit, die das Leben in südlichen Ländern beschrieben, fertigte geschichtliche Aufsätze, Novellen und Gedichte. Der aufstrebende Autor, der auch mit Heinrich Heine in Kontakt stand, trat 1824 zum Christentum über und verfiel in tiefe Depressionen. Auf einer Fußreise mit einem neuen Manuskript von Berlin nach Leipzig und Dresden zur Verlegersuche erhängte er sich auf dem Weg von Kropstädt nach Wittenberg, wo man seine Leiche am 2. September fand.
Als geistreicher Erzähler und Lyriker fand er in Literaturkreisen zwar Anerkennung, finanziellen Erfolg erlangte er mit seinen Büchern jedoch nicht. Schwermut, Ironie und Satire prägten immer stärker das Werk eines vom Leben tief enttäuschten Dichters.

## Werkauswahl
- Amathusia. Berlin 1824
- Luise von Halling. In Briefen aus Südspanien. 2 Bände. Berlin 1827; Nachdruck mit einem Nachwort v. Hartmut Vollmer. Stuttgart / Zürich 1991
- Cisalpinische Blätter oder Leben, Bildung und Sitte im nördlichen Italien. 2 Bände. Berlin 1828
- Novellen. 4 Bände. Berlin 1828–1830
- Das Wanderbuch eines Schwermüthigen. 2 Bände. Berlin 1831/32 (neu hrsg. von Hermann Conradi 1885)
- Die Heidenmühle. 2 Bände. Berlin 1833
- Nachlaß. 3 Bände. Berlin 1837/38
- Übersetzung von Alessandro Manzonis Die Verlobten. 3 Bände. Berlin 1827
- Übersetzung von Giovanni Rosinis Nonne von Monza. 2 Bände. Berlin 1830